# Konstal 13NS
13NS ist die Typenbezeichnung für eine kleine Großraumwagenserie des polnischen Herstellers Konstal. Auf Grund der Erfahrungen mit den Warschauer 13N-Wagen mit Walzensteuerung wurde ein Fahrzeug mit Schützensteuerung konstruiert.
Insgesamt wurden 1967 fünf Züge – bestehend aus je einem 13NS-Trieb- und einem 13NSD-Beiwagen – gebaut. 1968 entstand noch ein Zug aus einem 14N+14ND-Zug.
Aufgrund der hohen Ausfallrate von Prototypen und des Energieverbrauchs der elektrischen Ausrüstung wurde die Produktion dieses Straßenbahntyps eingestellt und die Warschauer Fahrzeuge in den folgenden Jahren zum Typ 13N umgebaut. Es ist lediglich ein Wagen des Typs 13NS erhalten geblieben, der jedoch Sanierung fordert.

## Geschichte

### Warschauer Prototypen
1967 bauten die Verkehrsbetriebe der Stadt Warschau (MZK Warszawa), das polnische Institut für Elektrotechnik und das polnische Institut für Kommunalwirtschaft Prototypen eines 13NS-Triebwagens und eines 13NSD-Beiwagens (Nr. 251+201) auf der Grundlage von zwei älteren 13N-Wagen. Beim Tw 251 wurde die Walzensteuerung durch die Schützensteuerung ersetzt. Tw 201 wurde zu einem geführten Triebwagen ohne Stromabnehmer umgebaut (die Stromabnahme erfolgte über Hochspannungskabel vom ersten Wagen). Dann wurde noch der Zug Nr. 5+6 ähnlich umgebaut, wobei der Beiwagen seinen Stromabnehmer behielt.

### Serienproduktion in Konstal
1968 übernahm Konstal die technische Dokumentation des 13NS-Typs. Dann entstanden noch drei Züge für Warschau. Im Vergleich zu den früheren Fahrzeugen waren diese Wagen mit einem in Konstal konstruierten Handsteuerkontroller und nicht mit Pedalen bedient. Diese Trieb- und Beiwagen erhielten die Nummer 534, 536, 538 bzw. 535, 537, 539.

### Umbau von 14N/14ND
Im August 1968 wurden die Prototypen des 14N-Triebwagens und 14ND-Beiwagens Nr. 140 bzw. 141, die im Oberschlesischen Industriegebiet eingesetzt wurden, zu den Typen 13NS bzw. 13NSD umgebaut. Nach mehrmaliger Umnummerierung blieb der Zug bis zum 25. November 1985 im Linieneinsatz.